# دوبراوا (بوینیک)
دوبراوا (به صربی: Dubrava) یک منطقهٔ مسکونی در صربستان است که در بوینیک واقع شده‌است. دوبراوا ۱۷ نفر جمعیت دارد.